# Melemsches Hausbuch

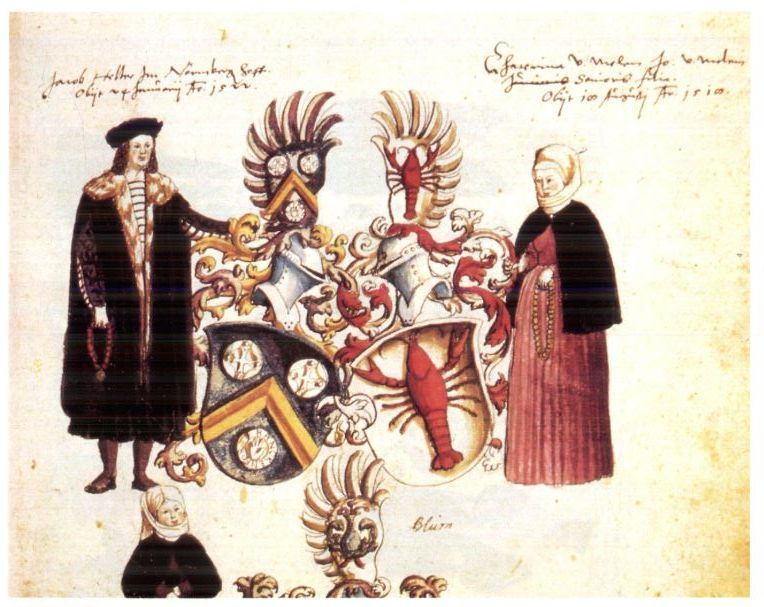
Seite mit Jakob Heller zu Nürnberg und Katharina Melem

Das um 1550 begonnene Melemsche Hausbuch ist eine genealogische Bildfolge der Familien Melem und Brun aus der Stadt Frankfurt am Main, das aufschlussreiche Einblicke in die Welt des spätmittelalterlichen Patriziats gewährt. Die Familienchronik zählt zu den prachtvollsten der bürgerlichen Neuzeit. Sie umfasst etwa 250 Jahre und wurde vermutlich von Oger (Ogier) von Melem (1499–1575) in Auftrag gegeben, nachdem dieser 1522 die Ehe mit Katharina Brun von Brunfels (Braun von Braunfels) eingegangen war. Das Hausbuch der Familie Melem wird heute in der Privilegienkammer des Institutes für Stadtgeschichte der Stadt Frankfurt aufbewahrt.

## Intention des Auftraggebers
Die Gattung der Hausbücher des Patriziats ist Anfang des 16. Jahrhunderts entstanden. Oger von Melem erhielt den Anstoß für das Melemsche Hausbuch durch ein wenige Jahre zuvor entstandenes Hausbuch des Patriziergeschlechts Haller aus Nürnberg. An dieses Hausbuch lehnt sich das Melemsche eng an, sogar bis in Details. Allerdings übertrifft es das Nürnberger Vorbild künstlerisch in deutlichem Maß.
Die Absicht des Auftraggebers ist in der Erstellung einer repräsentativen Familienchronik zu sehen, die den gesellschaftlichen Stand des Bürgerhauses derer von Melem und Brun visualisiert. In einer Zeit lange vor der Erfindung der Fotografie kam demzufolge der Malerei größte Bedeutung zu. Wichtige Merkmale der bürgerlichen Repräsentation bestanden zu dieser Zeit in der Darstellung der Familienwappen und der Kleidung, in Anlehnung an repräsentative Darstellungen des Adels (genealogische Wandteppiche). Das Bürgertum strebte auf, suchte die Gleichstellung mit dem Landadel.

## Familie
Die Familie Melem war eine angesehene Kaufmannsfamilie aus Köln, die ab 1456 in Frankfurt am Main ansässig wurde und nach Aufgabe des zunächst beibehaltenen Kölner Bürgerrechtes Zugang zum Frankfurter Rat erhielt. Als Begründer der Kaufmannsdynastie gilt Johann von Melem (1433–1484). Sein Sohn Johann der Jüngere († 1529) war 1464 Bauherr des für die Dauer von rund 500 Jahren alle umgebenden Häuser überragenden Steinernen Hauses an der mittelalterlichen Krämergasse (Alter Markt) beziehungsweise am heutigen Römerberg. Johann von Melem der Jüngere begründete die Melemsche Handelsgesellschaft, die sich rasch zu einem der bedeutendsten Frankfurter Unternehmen des ausgehenden Mittelalters entwickelte und ihn in der Folge zu einem der reichsten Bürger der Stadt machte. Ab 1486 war Johann von Melem der Jüngere Mitglied der Patriziergesellschaft Zum Frauenstein, einer von vier Frankfurter Trinkstubengesellschaften, die eine führende Rolle im politischen Leben der Stadt spielten. Von 1511 bis zu seinem Tod 1529 gehörte er dem Rat der Stadt an und war 1516 jüngerer Bürgermeister. Oger von Melem war der Sohn Johann des Jüngeren. Nach der Hochzeit mit Katharina Brun von Brunfels wurde Oger in die Ganerbschaft Alten Limpurg aufgenommen, die mächtigste Patriziergesellschaft Frankfurts.

## Phillip Ludwig von Mehlem Gesandtschaft in Regensburg
Phillip Ludwig von Mehlem (* 27. Oktober 1604 Frankfurt) († 5. Januar 1654 Regensburg)
Nach Besuch des Gymnasiums ab 1621 Studium in Straßburg, mit Reisen nach Frankreich England und Italien. 1636 heiratete Mehlem Anna Christina von Holzhausen und bekam drei Söhne und vier Töchter. von denen nur zwei Töchter überlebten. 1637 wurde er Mitglied des Rates der Stadt Frankfurt, 1643 zum jüngeren Bürgermeister und 1648 zum Schöffen bestellt.
Nach 1652 wurden Phillip Ludwig von Mehlem und Zacharias Stenglin zu Gesandten der Stadt Frankfurt am Reichstag in Regensburg ernannt. Bereits, am 5. Januar 1654 verstarb Mehlem in Regensburg.
Über das Begräbnis des verstorbenen Gesandten der renommierten Reichsstadt Nürnberg kam es in Regensburg zu einer im Wortlaut erhaltenen brieflichen Auseinandersetzung zwischen den Räten der beiden protestantischen Reichsstädte, in dem man sich mit dem Begräbnis und dem geplanten Ort der Grabstätte für den Gesandten Mehlem befasste. Der Rat der Stadt Regensburg hatte sich seit Beginn der Nutzung der 631 fertig gestellten Dreieinigkeitskirche mit der von Luther vertretenen Meinung durchgesetzt, dass protestantische Bestattungen auch bei hochgestellten Persönlichkeiten nicht, wie bei katholischen Gesandten durchaus üblich, in Innenräumen von Kirchen stattfinden durften. Bestattungen sollten aus hygienischen Gründen im Stadtgebiet auch nicht außerhalb nahe einer geweihten Kirche stattfinden. Alle protestantischen Bestattungen und auch Bestattungen von Gesandten sollten auf den in Regensburg vorhandenen oder auf neu angelegten städtischen Friedhöfen außerhalb des Stadtgebiets vor den Stadtmauern stattfinden. Nach entsprechenden Schriften und Aussagen von Martin Luther war innerhalb von protestantischen Kirchen auch die Aufstellung von Denkmälern für verstorbene Gesandte verboten, weil solche Denkmäler die Gläubigen im Gottesdienst von der Predigt ablenken würden. Speziell für Regensburg hieß es, die neu erbaute Dreieinigkeitskirche mit der den Innenraum beherrschenden großen Kanzel sei ausschließlich zur Verkündung des wahren protestantischen Glaubens erbaut worden und nicht zur Aufstellung und zur Betrachtung von pompösen Epitaphien, die den Blick auf die Kanzel verstellen würden.
Nach den ablehnenden Stellungnahmen des Magistrats bat Zacharias Stenglin, der Kollege, des verstorbenen Gesandten Mehlem, den Regensburger Magistrat, seinen Kollegen Mehlem zumindest zwar außerhalb der Kirche, aber möglichst nahe der neuen Dreieinigkeitskirche auf dem schmalen Kirchhof südlich der Kirche zu begraben, zumal dort schon 1641 während des Dreißigjährigen Krieges ein Begräbnis für den Gesandten Ludwig von Janowitz, und auch einige Begräbnisse für Militärpersonen stattgefunden hatten, z. B. für den hingerichteten ehemaligen General Schaffgotsch. Als zusätzliche Begründung gegen eine Grabstätte außerhalb der Stadt erwähnte Stenglin auch den im Winter unzumutbar weiten Weg, zu den protestantischen Grabstätten außerhalb des Stadtgebiets.
Offenbar ließ sich der Rat der Stadt Regensburg durch die Einwände des Frankfurter Gesandten Zacharias Stenglin beeindrucken, zumal seine Vorstellungen unterstützt wurden in einem Brief des Rates der Stadt Frankfurt, was sogar zu einer Abstimmung im Rat der Stadt Regensburg führte. Das Begräbnis des Gesandten Mehlem auf dem Kirchhof wurde am gewünschten Standort erlaubt und erfolgte mit einer noch heute gut erhaltenen Grabplatte, geschmückt mit dem Wappen eines Flusskrebses. Der Standort auf dem Kirchhof südlich der Kirche war sehr prominent und lag unmittelbar gegenüber dem Südportal der Kirche, neben der bereits mit Grabplatte vorhandenen ältesten Janowitz-Grabstätte.
40 Jahre später entstand unmittelbar östlich benachbart zu diesen beiden Grabstätten das eindrucksvolle, große Epitaph für den kursächsischen Gesandten Augustin Strauch, was den Standort der Mehlem-Grabstätte nochmals aufwertete. Die Stadt Frankfurt bedankte sich schriftlich beim Rat der Stadt Regensburg, die sonderbahre Gunst eines Begräbnisplatzes auf dem Kirchhof erhalten zu haben und betonte, dass diese positive Entscheidung vom Rat der Stadt Frankfurt mit Dank aufgenommen und unvergessen bleiben würde.

## Künstler
Es wird angenommen, dass das Melemsche Hausbuch von fünf verschiedenen Künstlern geschaffen worden ist, von denen jedoch nur zwei namentlich bekannt sind. Die drei Unbekannten fertigten aber lediglich ein Dutzend der 71 Bildseiten an, während der größte Teil von dem Maler, Goldschmied und Kupferstecher Heinrich Lautensack (1522–1568) aus Bamberg ausgeführt worden ist. Dies lässt sich durch andere Kostümbilder aus seiner Hand belegen. Seine Arbeiten sind den drei unbekannten Malern künstlerisch weit überlegen. Der zweite bekannte Maler des Melemschen Hausbuches dürfte mit hoher Wahrscheinlichkeit der Frankfurter Künstler Philipp Uffenbach (1566–1636) sein. Ihm wird die Abbildung Elisabeth von Melems und ihres Ehemanns Philipp Weiss von Limburg zugeschrieben. Durch diese beiden namentlich bekannten Künstler erlangt das Melemsche Hausbuch den Rang eines außergewöhnlichen Kunstwerks der frühen Neuzeit.

## Aufbau und Gestaltung
Das Melemsche Hausbuch gehört zu den kostbaren Schätzen des Frankfurter Institutes für Stadtgeschichte. Es ist im Wesentlichen eine Wappen- und Bilderchronik und kein literarisches Werk. Das Buch umfasst 66 Blätter im Format 30 × 40 Zentimeter. Der eigentlichen Bilderchronik ist eine Ahnentafel der Familien Melem und Brun vorangestellt. Die weiteren Blätter des Melemschen Hausbuches sind zu gleichen Teilen den Familien der Melems und Bruns gewidmet.
Die sehr farbenprächtig mit Wasserfarben ausgeführten Abbildungen betonen insbesondere die gesellschaftliche Stellung der abgebildeten Personen, sie zeigen mit Ausnahme eines Altersbildes des Oger von Melem keine genauen Porträtstudien.
Die gleichbleibende Gliederung des Seitenaufbaus zeigt am Kopf Abbildungen der jeweiligen Ehepartner mit ihren Wappen, darunter die Mutter der jeweils angeheirateten Familien mit deren Wappen, manchmal jedoch auch nur durch deren Familienwappen repräsentiert. In einigen Fällen werden in der unteren Hälfte auch früh verstorbene Kinder abgebildet. Sie sind grundsätzlich betend in kniender Haltung dargestellt, über ihren Köpfen schwebt meist ein Kreuz.
Freiflächen der Seiten sind mit handschriftlichen Texten versehen. Sie beschreiben oft den Lebensweg der Abgebildeten, schildern aber auch kulturgeschichtliche Details, so beispielsweise den Brauch, dass Geschwister von Neugeborenen deren Westerhaube (Taufkleid; Wester, lat. vestis = Kleid) reinigten.
Die größte Sorgfalt der Darstellung gilt den Familienwappen und der Wiedergabe der Bekleidung.

## Bedeutung
Durch die mit größter Detailtreue ausgeführten Abbildungen der Bekleidung ist das Melemsche Hausbuch eine wertvolle Quelle für die Erforschung der Entwicklung der Mode des 16. bis frühen 17. Jahrhunderts. Den Abbildungen der weiter zurückliegenden Generationen des späten 14. und des 15. Jahrhunderts hingegen wird ein weitaus geringerer Grad an Authentizität zugeschrieben.
Für die handschriftlichen Vermerke an den Abbildungen gilt dies entsprechend, da sich die Autoren und Maler lediglich auf mündliche Überlieferungen verlassen konnten. Dies gilt beispielsweise für die Daten und Erläuterungen, die von Oger von Melems Enkel Johann VI. (1555–1613) zu Anfang des 17. Jahrhunderts eingefügt worden sind.